# Som & Fúria
Som & Fúria é uma minissérie brasileira produzida pela O2 Filmes e exibida pela TV Globo de 7 de julho a 24 de julho de 2009, em 12 capítulos.
É uma adaptação da série canadense Slings and Arrows, com roteiro e direção geral de Fernando Meirelles, sob direção de Gisele Barroco, Toniko Mello, Fabrizia Pinto e Rodrigo Meirelles. 
Contou com Felipe Camargo, Andréa Beltrão, Rodrigo Santoro, Débora Falabella, Daniel de Oliveira e Dan Stulbach nos papéis principais da trama.

## Sinopse
O seriado acompanha as histórias de uma companhia de teatro em São Paulo que faz apresentações de clássicos, em especial os textos dramáticos de Shakespeare. Acompanha também a vida de seus integrantes, dentro e fora do palco, com todos os estrelismos, as conversas, conflitos e paixões.

## Elenco
| Interprete             | Personagem                   |
| ---------------------- | ---------------------------- |
| Felipe Camargo         | Dante Viana                  |
| Andréa Beltrão         | Elen Vanlau                  |
| Pedro Paulo Rangel     | Lourenço Oliveira (Oliveira) |
| Dan Stulbach           | Ricardo Silva                |
| Cecília Homem de Mello | Ana                          |
| Rodrigo Santoro        | Sanjay                       |
| Antônio Fragoso        | Oswald Thomas                |
| Maria Flor             | Kátia                        |
| Daniel de Oliveira     | Jacques Maia                 |
| Débora Falabella       | Sarah                        |
| Leonardo Miggiorin     | Patrick                      |
| Gero Camilo            | Naum                         |
| Chris Couto            | Maria Pinho                  |
| Arthur Kohl            | Franco                       |
| Wandi Doratiotto       | Ciro                         |
| Ary França             | Bárbaro                      |
| Haydée Bittencourt     | Milu Varella                 |
| Henrique Schafer       | Geraldo Barros               |
| Sílvio Restiffe        | Leonel Paiva                 |
| Maria Helena Chira     | Clara                        |
| Juliano Cazarré        | Kléber                       |

### Participações especiais
| Ator/Atriz                 | Personagem                        |
| -------------------------- | --------------------------------- |
| Paulo Betti                | Alan                              |
| Daniel Dantas              | Henrique Amado                    |
| Regina Casé                | Graça                             |
| Selma Egrei                | Cláudia Cruz                      |
| Vera Valdez                | Moira                             |
| Paulo Goulart              | Carlos Betti                      |
| Karina Falcão              | Sheila                            |
| Liana Naomi                | Emília Lu                         |
| Eucir de Souza             | Paulo                             |
| Fabiana Gugli              | Nadine Pérola                     |
| Olívia Araújo              | Olívia                            |
| Vitor Facchinetti          | Thiago                            |
| Fabio Nassar               | Esli                              |
| Gabriela Cerqueira         | Margareth                         |
| Antônio Destro             | Davi                              |
| Francisco Carvalho         | Chico                             |
| Passarinho                 | Ed                                |
| Hique Gomez                | Irmão Delfino                     |
| Nico Nicolaiewsky          | Irmão Delfino                     |
| Cláudia Missura            | Assistente do Ministro da Cultura |
| Augusto Madeira            | Pastor                            |
| Alexandre Roit             | Delegado                          |
| Mayana Neiva               | Atriz                             |
| Cacá Rosset                | Ator                              |
| Rubens Ribeiro de Oliveira | Ator                              |
| Lígia Cortez               | Diretora da peça infantil         |
| Fernanda Montenegro        | Ela mesma                         |
| Wagner Moura               | Ele mesmo                         |
| Salete Campari             | Ela mesma                         |

## Audiência
Segundo dados consolidados do Ibope, a estreia da minissérie registrou 19 pontos de média. Esta foi a maior audiência da série. Já a menor audiência foi obtida no dia 15 de julho, 11 pontos de média. O último capítulo teve média de 15 pontos. Teve uma média geral de 15 pontos.

## Exibição

### Outras mídias
Nunca reprisada, foi disponibilizada na íntegra pelo Globoplay em 9 de janeiro de 2023, como parte do Projeto Resgate.

## Prêmios
Prêmio APCA
- Melhor minissérie de 2009
- Melhor ator de 2009 - Felipe Camargo